# HD 212211
HD 212211，又名CP-71 2686，SAO 258034、HR 8527，是一颗恒星，视星等为5.78，位于銀經318.51，銀緯-41.99，其B1900.0坐标为赤經22h 17m 21.5s，赤緯-70° -41.99′ 9″。